# IPv4

Le varie parti di un IPv4

IPv4 (Internet Protocol version 4) è la quarta revisione dell'Internet Protocol. Il protocollo è descritto nell'RFC 791, pubblicato dalla IETF nel settembre 1981, ed è il più usato a livello di rete, poiché fa parte della suite di protocolli Internet.
Nel 1998 è stata suggerita una nuova versione del protocollo Internet, denominata IPv6, a causa del problema della saturazione di IPv4. Al 2021, l'IPv6 risulta tuttavia meno utilizzato rispetto alla versione 4.

## Struttura del pacchetto
Un pacchetto IPv4 è composto da una sezione header e da una sezione data.

### Header
L'header del pacchetto IPv4 consiste in 14 campi di cui 1 opzionale chiamato con il nome di Options. I campi sono inseriti col byte più significativo messo per primo (notazione big-endian) e all'interno dei singoli byte il bit più significativo è il primo (quello di indice 0).
| Offsets | Ottetto | 0                    | 0                    | 0                    | 0                    | 0                    | 0                    | 0                    | 0                    | 1                    | 1                    | 1                    | 1                    | 1                    | 1                    | 1                    | 1                    | 2                    | 2                    | 2                    | 2                    | 2                    | 2                    | 2                    | 2                    | 3                    | 3                    | 3                    | 3                    | 3                    | 3                    | 3                    | 3                    |
| Ottetto | Bit     | 0                    | 1                    | 2                    | 3                    | 4                    | 5                    | 6                    | 7                    | 8                    | 9                    | 10                   | 11                   | 12                   | 13                   | 14                   | 15                   | 16                   | 17                   | 18                   | 19                   | 20                   | 21                   | 22                   | 23                   | 24                   | 25                   | 26                   | 27                   | 28                   | 29                   | 30                   | 31                   |
| ------- | ------- | -------------------- | -------------------- | -------------------- | -------------------- | -------------------- | -------------------- | -------------------- | -------------------- | -------------------- | -------------------- | -------------------- | -------------------- | -------------------- | -------------------- | -------------------- | -------------------- | -------------------- | -------------------- | -------------------- | -------------------- | -------------------- | -------------------- | -------------------- | -------------------- | -------------------- | -------------------- | -------------------- | -------------------- | -------------------- | -------------------- | -------------------- | -------------------- |
| 0       | 0       | Version              | Version              | Version              | Version              | IHL                  | IHL                  | IHL                  | IHL                  | DSCP                 | DSCP                 | DSCP                 | DSCP                 | DSCP                 | DSCP                 | ECN                  | ECN                  | Total length         | Total length         | Total length         | Total length         | Total length         | Total length         | Total length         | Total length         | Total length         | Total length         | Total length         | Total length         | Total length         | Total length         | Total length         | Total length         |
| 4       | 32      | Identification       | Identification       | Identification       | Identification       | Identification       | Identification       | Identification       | Identification       | Identification       | Identification       | Identification       | Identification       | Identification       | Identification       | Identification       | Identification       | Flags                | Flags                | Flags                | Fragment offset      | Fragment offset      | Fragment offset      | Fragment offset      | Fragment offset      | Fragment offset      | Fragment offset      | Fragment offset      | Fragment offset      | Fragment offset      | Fragment offset      | Fragment offset      | Fragment offset      |
| 8       | 64      | Time to live         | Time to live         | Time to live         | Time to live         | Time to live         | Time to live         | Time to live         | Time to live         | Protocol             | Protocol             | Protocol             | Protocol             | Protocol             | Protocol             | Protocol             | Protocol             | Header checksum      | Header checksum      | Header checksum      | Header checksum      | Header checksum      | Header checksum      | Header checksum      | Header checksum      | Header checksum      | Header checksum      | Header checksum      | Header checksum      | Header checksum      | Header checksum      | Header checksum      | Header checksum      |
| 12      | 96      | Source address       | Source address       | Source address       | Source address       | Source address       | Source address       | Source address       | Source address       | Source address       | Source address       | Source address       | Source address       | Source address       | Source address       | Source address       | Source address       | Source address       | Source address       | Source address       | Source address       | Source address       | Source address       | Source address       | Source address       | Source address       | Source address       | Source address       | Source address       | Source address       | Source address       | Source address       | Source address       |
| 16      | 128     | Destination address  | Destination address  | Destination address  | Destination address  | Destination address  | Destination address  | Destination address  | Destination address  | Destination address  | Destination address  | Destination address  | Destination address  | Destination address  | Destination address  | Destination address  | Destination address  | Destination address  | Destination address  | Destination address  | Destination address  | Destination address  | Destination address  | Destination address  | Destination address  | Destination address  | Destination address  | Destination address  | Destination address  | Destination address  | Destination address  | Destination address  | Destination address  |
| 20      | 160     | Options (se IHL > 5) | Options (se IHL > 5) | Options (se IHL > 5) | Options (se IHL > 5) | Options (se IHL > 5) | Options (se IHL > 5) | Options (se IHL > 5) | Options (se IHL > 5) | Options (se IHL > 5) | Options (se IHL > 5) | Options (se IHL > 5) | Options (se IHL > 5) | Options (se IHL > 5) | Options (se IHL > 5) | Options (se IHL > 5) | Options (se IHL > 5) | Options (se IHL > 5) | Options (se IHL > 5) | Options (se IHL > 5) | Options (se IHL > 5) | Options (se IHL > 5) | Options (se IHL > 5) | Options (se IHL > 5) | Options (se IHL > 5) | Options (se IHL > 5) | Options (se IHL > 5) | Options (se IHL > 5) | Options (se IHL > 5) | Options (se IHL > 5) | Options (se IHL > 5) | Options (se IHL > 5) | Options (se IHL > 5) |
| ⋮       | ⋮       | Options (se IHL > 5) | Options (se IHL > 5) | Options (se IHL > 5) | Options (se IHL > 5) | Options (se IHL > 5) | Options (se IHL > 5) | Options (se IHL > 5) | Options (se IHL > 5) | Options (se IHL > 5) | Options (se IHL > 5) | Options (se IHL > 5) | Options (se IHL > 5) | Options (se IHL > 5) | Options (se IHL > 5) | Options (se IHL > 5) | Options (se IHL > 5) | Options (se IHL > 5) | Options (se IHL > 5) | Options (se IHL > 5) | Options (se IHL > 5) | Options (se IHL > 5) | Options (se IHL > 5) | Options (se IHL > 5) | Options (se IHL > 5) | Options (se IHL > 5) | Options (se IHL > 5) | Options (se IHL > 5) | Options (se IHL > 5) | Options (se IHL > 5) | Options (se IHL > 5) | Options (se IHL > 5) | Options (se IHL > 5) |
| 56      | 448     | Options (se IHL > 5) | Options (se IHL > 5) | Options (se IHL > 5) | Options (se IHL > 5) | Options (se IHL > 5) | Options (se IHL > 5) | Options (se IHL > 5) | Options (se IHL > 5) | Options (se IHL > 5) | Options (se IHL > 5) | Options (se IHL > 5) | Options (se IHL > 5) | Options (se IHL > 5) | Options (se IHL > 5) | Options (se IHL > 5) | Options (se IHL > 5) | Options (se IHL > 5) | Options (se IHL > 5) | Options (se IHL > 5) | Options (se IHL > 5) | Options (se IHL > 5) | Options (se IHL > 5) | Options (se IHL > 5) | Options (se IHL > 5) | Options (se IHL > 5) | Options (se IHL > 5) | Options (se IHL > 5) | Options (se IHL > 5) | Options (se IHL > 5) | Options (se IHL > 5) | Options (se IHL > 5) | Options (se IHL > 5) |

Version
Indica la versione del pacchetto IP: per IPv4, ha valore 4 (da qui il nome IPv4);
Internet Header Length (IHL)
Indica la lunghezza (in word da 32 bit) dell'header del pacchetto IP ovvero l'offset del campo dati; tale lunghezza può variare da 5 word (20 byte) a 15 word (60 byte) a seconda della presenza e della lunghezza del campo facoltativo Options
Differentiated Services Code Point (DSCP)
Originariamente definito come type of service (ToS), questo campo specifica i differentiated services (DiffServ). La trasmissione di dati in tempo reale fa uso del campo DSCP. Un esempio è voice over IP (VoIP), che viene utilizzato per servizi vocali interattivi.
Explicit Congestion Notification (ECN)
Questo campo permette una notifica end-to-end della congestione della rete senza perdita di pacchetti. ECN è una funzionalità opzionale disponibile quando entrambi gli endpoint la supportano ed è efficace quando anche la rete sottostante la supporta.
Total Length
Indica la dimensione (in byte) dell'intero pacchetto, comprendendo header e dati; tale lunghezza può variare da un minimo di 20 byte (header minimo e campo dati vuoto) ad un massimo di 65535 byte. In ogni momento, ad ogni host è richiesto di essere in grado di gestire datagrammi aventi una dimensione minima di 576 byte mentre sono autorizzati, se necessario, a frammentare datagrammi di dimensione maggiore
Identification
Utilizzato, come da specifiche iniziali, per identificare in modo univoco i vari frammenti in cui può essere stato "spezzato" un pacchetto IP. Alcune sperimentazioni successive hanno però suggerito di utilizzare questo campo per altri scopi, come aggiungere la funzionalità di tracciamento dei pacchetti;
Flags
Bit utilizzati per il controllo del protocollo e della frammentazione dei datagrammi:
- Reserved - sempre settato a 0. Come pesce d'aprile, in RFC 3514 si è proposto di utilizzarlo come evil bit;
- DF (don't fragment) - se settato a 1 indica che il pacchetto non deve essere frammentato; se tale pacchetto non può essere inoltrato da un host senza essere frammentato, viene semplicemente scartato. Questo può risultare utile per "ispezionare" la capacità di gestione dei vari host del percorso di routing;
- MF (more fragments) - se settato a 0 indica che il pacchetto è l'ultimo frammento o il solo frammento del pacchetto originario, pertanto tutti gli altri suoi frammenti hanno il bit MF settato a 1. Naturalmente, questo bit sarà sempre 0 anche in tutti i datagrammi che non sono stati frammentati.

Fragment offset
Indica l'offset (misurato in blocchi di 8 byte) di un particolare frammento relativamente all'inizio del pacchetto IP originale: il primo frammento ha offset 0. L'offset massimo risulta pertanto pari a {\displaystyle (2^{16})-8=} 65528 byte che, includendo l'header, potrebbe eccedere la dimensione massima di 65535 byte di un pacchetto IP;
Time to live (TTL)
Indica il tempo di vita (time to live) del pacchetto, necessario per evitarne la persistenza indefinita sulla rete nel caso in cui non si riesca a recapitarlo al destinatario. Storicamente il TTL misurava i "secondi di vita" del pacchetto, mentre ora esso misura il numero di "salti" da nodo a nodo della rete: ogni router che riceve il pacchetto prima di inoltrarlo ne decrementa il TTL (modificando di conseguenza anche il campo header checksum), quando questo arriva a zero il pacchetto non viene più inoltrato ma scartato. Tipicamente, quando un pacchetto viene scartato per esaurimento del TTL, viene automaticamente inviato un messaggio ICMP al mittente del pacchetto, specificando il codice di richiesta scaduta; la ricezione di questo messaggio ICMP è alla base del meccanismo di traceroute;
Protocol
Indica il codice associato al protocollo utilizzato nel campo dati del pacchetto IP: per esempio al protocollo TCP è associato il codice 6, ad UDP il codice 17, mentre ad IPv6 è associato il codice 41. La lista dei codici dei vari protocolli, inizialmente definita in RFC 790, è mantenuta e gestita dalla Internet Assigned Numbers Authority.
Header checksum
È un campo usato per il controllo degli errori dell'header. Ad ogni hop, il checksum viene ricalcolato (secondo la definizione data in RFC 791) e confrontato con il valore di questo campo: se non c'è corrispondenza il pacchetto viene scartato. È da notare che non viene effettuato alcun controllo sulla presenza di errori nel campo data deputandolo ai livelli superiori;
Source address
Indica l'indirizzo IP associato all'host del mittente del pacchetto.
Da notare che questo indirizzo potrebbe non essere quello del "vero" mittente nel caso di traduzioni mediante NAT. Infatti, qualora un host intermedio effettui questa traduzione, sostituisce l'indirizzo del mittente con uno proprio, premurandosi poi di ripristinare l'indirizzo originario su tutti i messaggi di risposta che gli arrivano destinati al mittente originario;
Destination address
Indica l'indirizzo IP associato all'host del destinatario del pacchetto e segue le medesime regole del campo source address;
Options
Opzioni (facoltative e non molto usate) per usi più specifici del protocollo, come informazioni sui router;
Si ricorda che il valore del campo IHL deve essere sufficientemente grande da includere anche tutte le opzioni e, nel caso queste siano più corte di una word, il padding necessario a completare i 32 bit. Inoltre, nel caso in cui la lista di opzioni non coincida con la fine dell'header, occorre aggiungere in coda ad essa un marcatore EOL (end of options list).
C'è da notare infine che, potendo causare problemi di sicurezza, l'uso delle opzioni LSSR e SSRR (loose e strict source and record route, componenti del source routing) è scoraggiato e molti router bloccano i datagrammi che contengono queste opzioni.

### Data
Il payload del pacchetto non è incluso nel checksum. Il suo contenuto viene interpretato in base al valore del campo dell'intestazione protocollo.
Alcuni dei protocolli payload più comuni includono:
| Numero di protocollo | Nome del protocollo                  | Abbreviazione |
| -------------------- | ------------------------------------ | ------------- |
| 1                    | Internet Control Message Protocol    | ICMP          |
| 2                    | Internet Group Management Protocol   | IGMP          |
| 6                    | Transmission Control Protocol        | TCP           |
| 17                   | User Datagram Protocol               | UDP           |
| 41                   | IPv6 encapsulation                   | ENCAP         |
| 89                   | Open Shortest Path First             | OSPF          |
| 132                  | Stream Control Transmission Protocol | SCTP          |

## Indirizzamento IPv4
L'indirizzo IPv4 è formato da 32 bit, esso è univoco sulla rete di cui fa parte. Tale indirizzo, inoltre, non va assegnato all'host, ma alle connessioni fisiche alla rete che l'host possiede (nel cast di host multicollegati o di dispositivi di rete). Si è però verificato che i primi paesi in cui si è diffuso Internet e all'interno di essi i primi provider, si sono "accaparrati" un numero di IP proporzionalmente sbilanciato. Gli ultimi provider hanno pertanto dovuto ricorrere ad un sistema per ovviare alla scarsità degli IP a loro attribuiti. Hanno pertanto considerato gli utenti a loro connessi di una intera città come un'unica LAN e pertanto tutti dotati dello stesso IP.
Concettualmente l'indirizzo IP si compone di due parti:
1. identificatore di rete e precisamente della sottorete;
2. identificatore di host.

### Notazione decimale puntata
Per semplificarne la lettura, ogni indirizzo IP viene descritto con 4 numeri in base decimale, in modo che ognuno rappresenti un byte (il valore di un byte varia da 0 a 255 quando lo consideriamo in base dieci), separati dal simbolo "punto"; un esempio di indirizzo IPv4 è 192.0.34.166.

### Indirizzi particolari
Ogni indirizzo in cui l'identificativo host presenta tutti 0 si riferisce alla rete, mentre se tutti i bit di questo identificativo sono a 1, l'indirizzo si riferisce ad una trasmissione broadcast diretta.
In pratica quando ad un router arriva un pacchetto in cui la parte di host dell'indirizzo presenta tutti i bit a 1, esso esegue un broadcast a tutti i nodi della sotto-rete. Questo comportamento è stato sfruttato dai cracker per creare attacchi di tipo denial of service, pertanto è buona norma disabilitare nei router l'inoltro del broadcast diretto.

### Indirizzamento a classi
Se un host deve comunicare con un altro host della stessa sottorete, userà il protocollo di livello 2 della rete a cui è collegato, altrimenti dovrà inviare i pacchetti ad un gateway o router, che sarà connesso ad altre reti e si occuperà di inoltrare i pacchetti ricevuti.
La comunicazione tra i router avviene mediante indirizzi IP utilizzando delle tecniche particolari di indirizzamento per individuare la sottorete e l'host.
Originariamente lo schema delle suddivisioni delle due componenti era a classi per cui un indirizzo IP apparteneva una classe (classfull) in base ai primi 4 bit dell'IP.
Con questo schema l'indirizzo è ad autoidentificazione perché il confine tra le due componenti si può determinare con i bit più significativi.

### Limiti
Il numero di indirizzi univoci disponibili in IPv4 è {\displaystyle 2^{32}=256^{4}=4.294.967.296\cong 4,3\cdot 10^{9}}, ma bisogna tener presente che non vengono usati tutti, perché alcuni sono riservati a un particolare utilizzo (ad esempio gli indirizzi 0.0.0.0, 127.0.0.1, 255.255.255.255, 192.0.34.166 e la classe 192.168.0.1/16) e perché certe classi non vengono sfruttate interamente per via della suddivisione interna in classi più piccole.
L'indirizzamento a classi, proprio per questo, presenta diversi limiti dovuti soprattutto al numero di host gestibili dalle diverse classi.
In pratica se si esauriscono gli indirizzi univoci resi disponibili da una classe, ad esempio la C connettendo più di 255 host, occorre fare ricorso ad un indirizzo di classe superiore.
Il cambiamento di indirizzo non è indolore con questa tecnica perché il software di rete va aggiornato con i nuovi indirizzi e non consente una transizione graduale.
In pratica l'indicatore di rete univoco non poteva adempiere alle esigenze della crescita che negli anni ottanta ebbero le reti LAN. Quindi per risparmiare i prefissi di rete si dovettero escogitare altre tecniche come quella del mascheramento (vedi NAT) per continuare a fare in modo che IPv4 potesse adempiere al suo ruolo prima dell'entrata di IPv6.

### Indirizzamento senza classi
L'indirizzamento in classi è considerato obsoleto e per permettere un migliore sfruttamento degli indirizzi IP disponibili, è stato introdotto l'indirizzamento senza classi (classless), o CIDR.
La modifica introdotta dal CIDR consiste essenzialmente nell'utilizzare maschere di sottorete di lunghezza arbitraria, mentre l'indirizzamento con classi ammetteva solo tre lunghezze della maschera di sottorete: /8, /16 e /24. La maschera della vecchia classe C (/24) è ancora popolare, ma si usano anche maschere più corte per reti grandi (/23 o /22) o più lunghe per reti piccole (/25, /26, fino a /30 per reti punto-punto).
I bit che nella maschera di sottorete sono a 1 fanno parte dell'indirizzo della sottorete, gli altri sono l'indirizzo dell'host. Normalmente, la maschera di sottorete è costituita da {\displaystyle N} bit a 1 seguiti da {\displaystyle 32-N} bit a 0 e può essere abbreviata nella forma /N.
In questo modo non si è vincolati a un numero fisso di bit per determinare l'indirizzo di rete, ma i bit utili a rappresentare la rete, piuttosto che l'host, sono fissati liberamente.

### Enti di gestione
Gli indirizzi IP sono univoci a livello mondiale e vengono assegnati in modo centralizzato da una gerarchia di enti appositi. Sono considerati una risorsa preziosa da gestire con cura. Per rafforzare questo concetto, si parla di "indirizzi IP pubblici".
Inizialmente l'autorità preposta era la IANA (Internet Assigned Number Authority), dopo il 1998 venne creato l'ICANN (Internet corporation for Assigned Names and Numbers) che opera tuttora. Essa è responsabile della gestione degli indirizzi IP in base alle direttive dell'RFC 2050.